# Joaquín Vergara Campo
Joaquín Vergara Campo (Pergamino, 18 de agosto de 1891-Buenos Aires, 5 de agosto de 1958) fue un abogado y político argentino. Se desempeñó como diputado nacional entre 1940 y 1943 por la provincia de Buenos Aires, sin poder terminar mandato a consecuencia del golpe de Estado perpetrado el 4 de junio de 1943, en representación de su partido, la Unión Cívica Radical. Como profesional desarrollo su carrera principalmente en Pergamino, siendo entre otras cosas representante legal del Banco Hipotecario Nacional y del Ferrocarril Central Argentino de esa localidad. 

## Biografía
Joaquín Vergara Campo nació en Pergamino en 1891, siendo hijo de Francisco y Ana Campo, inmigrantes vascos que se asentaron en esa zona de la provincia de Buenos Aires. Estaba casado con Eva Crotto, hija de José Camilo Crotto, gobernador de la provincia de Buenos Aires entre 1918 y 1921, por la Unión Cívica Radical.
Se recibió como abogado en la Universidad de Buenos Aires y pronto volvería a su ciudad para comenzar a militar activamente en política, haciéndolo dentro del radicalismo. Vergara Campo sería concejal de Pergamino entre 1922 y 1928. 
En 1928, fue electo como diputado de la provincia de Buenos Aires pero no pudiendo terminar su mandato, a causa del golpe de Estado del 6 de septiembre de 1930, que derrocó al presidente radical Hipólito Yrigoyen y que provocó la intervención de las provincias gobernadas por partidarias del derrocado presidente, como Buenos Aires, que era gobernada por Nereo Crovetto. 
Vergara Campo integraría la corriente alvearista dentro del radicalismo en los años 1930, que en la provincia dirigía el ingeniero Ernesto Boatti. En 1940 es electo como diputado nacional, pero no pudo completar su mandato como consecuencia del golpe de Estado del 4 de junio de 1943.
En 1948, fue electo Vicepresidente del primer directorio de la Caja de Previsión para Abogados de la provincia de Buenos Aires, cargo que desempeñó hasta su fallecimiento. 
Durante el gobierno de Juan Domingo Perón, Vergara Campo se desempeñó como concejal en Pergamino por el radicalismo. Estuvo preso en la Cárcel de Olmos como consecuencia del intento de golpe de Estado del 16 de junio de 1955.
En 1957, fue electo como diputado constituyente por la provincia de Buenos Aires en la Convención Constituyente que restableció la Constitución Nacional de 1853, con sus reformas de 1860, 1866 y 1898, y tuvo una importante actuación en la redacción del artículo 14 bis.
Enrolado en la fracción unionista del radicalismo que siguió la trayectoria de Marcelo T. de Alvear, participó en la fundación de la Unión Cívica Radical del Pueblo, luego de la división del partido en febrero de 1957. Fue precandidato a gobernador de la provincia de Buenos Aires, en las elecciones internas de la UCRP del 15 de diciembre de 1957, perdiendo ante el candidato balbinista, Crisólogo Larralde. 
Vergara Campo fue un entusiasta deportista, siendo presidente de la Liga Deportiva de Pergamino. Falleció trágicamente a raíz de un accidente automovilístico en Córdoba, el 4 de agosto de 1958, a los 67 años de edad.